# Eupithecia longipalpata
Eupithecia longipalpata là một loài bướm đêm trong họ Geometridae.